# 蔓金腰
蔓金腰（学名：Chrysosplenium flagelliferum）为虎耳草科金腰属下的一个种。

## 扩展阅读
- 維基物種上的相關：蔓金腰